# Taulantios
Taulantios (en griego antiguo: Ταυλάντιοι) era el nombre de un grupo de tribus de Iliria.  Según la mitología griega Taulas (Tαύλας), uno de los seis hijos de Ilirio, fue el antepasado epónimo de los taulantios. Vivían en la costa adriática de Iliria (actual Albania), en la cercanía de la ciudad de Epidamno (actual Durrës).«Epidamno es una ciudad situada a la derecha para el que entra en el golfo Jonio (el Adriático). Vecinos suyos son los taulantios, bárbaros de raza iliria»
Según la leyenda recogida por Apiano de Alejandría en el siglo II d. C., Epidamno fue fundada por dos reyes taulantios originarios de Corfú: Epidamn, responsable de la construcción original de la urbe, y su sobrino Dyrrah, responsable de la construcción del puerto de la ciudad. Sin embargo, el fundador de la colonia griega en la ciudad (oikistés) fue Falio, hijo de Eratóclides, corintio de nacimiento.
Esta tribu desempeñó un papel importante en la historia de los ilirios entre el siglo IV y el siglo III a. C., cuando Glaucias (335 a. C.-302 a. C.) reinó sobre ellos. Se dice que los taulantios llegaron a ser bilingües como efecto de la helenización, pero esta información hay que tomarlo con cautela, ya que en todo los puertos del mundo hay personas que conocen idiomas de otros pueblos, no significando que la población de estos sitios se asimile por un pueblo que esta a miles de km del sitio en question.
Los taulantios podían preparar hidromiel, vino de la miel, como los abros.